# 小贪食齿鬣兽属
小贪食齿鬣兽属（学名：Parvavorodon）为鬣齿兽目的一个属。

## 下属物种
本属包括以下物种：
- 吉氏小贪食齿鬣兽 Parvavorodon gheerbranti Solé et al., 2014